# كولومبيا (ميزوري)
كولومبيا، هي مدينة تقع في ولاية ميزوري بالولايات المتحدة الأمريكية. تأسست عام 1821 كمقر لمقاطعة بون، وبلغ عدد سكانها 126,254 نسمة وفقًا لتعداد الولايات المتحدة لعام 2020، مما يجعلها رابع أكبر مدينة في ولاية ميزوري من حيث عدد السكان. وتُعد كولومبيا مدينة جامعية في الغرب الأوسط الأمريكي، إذ تحتضن جامعة ميزوري، وهي مؤسسة بحثية كبرى تُعرف أيضًا باسم "إم يو" أو "ميزو". وإلى جانب الجامعة والمنطقة المحيطة بوسط مدينة كولومبيا، توجد أيضًا كلية ستيفنز وكلية كولومبيا، الأمر الذي يمنح المدينة طابعها التعليمي ويجذب إليها ما يقارب 40,000 طالب جامعي. وتُعد كولومبيا المدينة الرئيسية لمنطقة كولومبيا الحضرية، التي يبلغ عدد سكانها 215,811 نسمة، كما أنها المدينة المركزية لمنطقة كولومبيا–جيفرسون سيتي–موبرلي الإحصائية المجمعة، والتي تضم 415,747 نسمة. تُعد المدينة الأسرع نمواً في ولاية ميزوري، إذ شهدت زيادة سكانية تقارب 40% منذ عام 2000، ويُقدّر عدد سكانها في عام 2024 بنحو 130,900 نسمة. وتُصنَّف كولومبيا ضمن أكثر المدن الأمريكية تعليمًا، إذ يحمل نحو نصف سكانها شهادات جامعية، بينما يحمل ربعهم تقريبًا درجات علمية عليا.
تقوم المدينة على تلال تغطيها غابات البلوط وسهول متدرجة في وسط ميزوري، بالقرب من نهر ميزوري، حيث تلتقي جبال أوزارك مع السهول والمروج. وفي قلب المدينة يقع شارع الأعمدة (الشارع الثامن)، الذي يربط بين ساحة فرانسيس ومبنى جيسي هول من جهة، ومحكمة مقاطعة بون ومبنى بلدية المدينة من الجهة الأخرى. وتحيط بكولومبيا حلقة خضراء تضم متنزه روك بريدج التذكاري الوطني، ومنطقة إيغل بلافز للمحافظة على البيئة، وغابة مارك توين الوطنية، ومتنزه كاتي تريل الوطني، ومتنزه فينجر ليكس الوطني، وملجأ بيغ مادي الوطني للأسماك والحياة البرية. وتتكون منحدرات المدينة ومناطقها الصخرية من حجر جيري، وتؤدي الأمطار إلى إذابة هذا الحجر، ما يكوّن ظواهر الكارست مثل الكهوف والينابيع التي تغذي جداول هينكسون، وروش بيرش، وفلات برانش، وبون فام. وتضم المدينة ضمن حدودها نظامًا واسعًا من الحدائق والمسارات المخصصة للمشي ووسائل النقل غير الآلية، من بينها مسار إم كاي تي. كما يحتضن متنزه كولومبيا الزراعي سوق كولومبيا للمزارعين، الذي يحظى بسمعة وطنية مرموقة.
كانت كولومبيا في الأصل مدينة زراعية، غير أن التعليم والرعاية الصحية أصبحا يشكلان الآن محور الاقتصاد المحلي، مع وجود قطاعات ثانوية في مجالات التأمين والتمويل والتكنولوجيا. ومن بين الشركات التي تأسست في كولومبيا: بايشنت، وكارفاكس، وشركة شيلتر للتأمين، وفيرترانز يونايتد هوم لونز، وإم إف إيه إنكوربوريتد، وإم إف إيه أويل، وسلاكرز للأقراص والألعاب، وميدواي يو إس إيه، وإكويبمنت شير، وسكريبس نيوز. ويشغّل نظام الرعاية الصحية التابع لجامعة ميزوري ستة مستشفيات في كولومبيا، بالإضافة إلى العديد من العيادات ومركز طومسون للتوحد واضطرابات النمو العصبي. كما يوجد مركز مستشفى بون المملوك للمقاطعة، وعدة مستشفيات خاصة صغيرة، ومستشفى هاري إس. ترومان التذكاري للمحاربين القدامى، الذي يقع بجوار مستشفى الجامعة وكلية الطب بجامعة ميزوري. وتضم جامعة ميزوري مفاعلًا نوويًا بحثيًا يُعد الأقوى في الولايات المتحدة، وهو المورد الوحيد لبعض النظائر المشعة الطبية المهمة.
تشمل المؤسسات الثقافية في المدينة الجمعية التاريخية لولاية ميزوري، ومتحف الفنون والآثار، وأوركسترا ميزوري السيمفونية، ومنطقة نورث فيليدج للفنون، وقاعة ذا بلو نوت، ومسرح ميزوري، ومعهد الفنون الأدائية في كلية ستيفنز، والجمعية التاريخية لمقاطعة بون، والمكتبة العامة في كولومبيا، وسينما راجتاغ، ومهرجان ترو/فالس السينمائي السنوي، وهو مهرجان وثائقي معروف دوليًا. ويخوض فريق ميزوري تايغرز، وهو برنامج الكلية الرياضي الرئيسي في الولاية، مبارياته في كرة القدم على ملعب فاورو فيلد، وفي كرة السلة في صالة ميزو أرينا، كأعضاء في مؤتمر الجنوب الشرقي. وقد عُرفت المدينة بلقب "أثينا ميزوري" بفضل تركيزها على التعليم وجمالها الكلاسيكي، إلا أن الاسم الأكثر شيوعًا لها هو "كو مو".

## توأمة
لكولومبيا (ميزوري) اتفاقيات توأمة مع كل من:
- سيبيو
- كوتايسي
- سون تشون

## أعلام
- برانش ريكي
- نوربرت فينر
- ستيفن آرشامبو ناجل
- كارلوس بينا فيغا
- جيسيكا كابشو